# 닌텐도 데이터 유출 사건
닌텐도 데이터 유출(Nintendo data leak)은 일본 비디오 게임 기업 닌텐도의 자료가 익명 화상게시판 웹사이트 4chan을 통해 새어나간 일련의 인터넷 유출 사건을 가리킨다. 2018년 3월에 최초로 발생했으나 2020년에 가장 많은 유출이 발생했다. 2020년 7월 24일에 발생한 두 번째이자 가장 유명한 유출 데이터의 용량이 3기가바이트에 달하는 것에 비유해 닌텐도 기가리크(Nintendo Gigaleak)라고 칭하기도 한다.
해당 유출은 닌텐도와 체약한 기업 내부인이나 이전 닌텐도 전산에 무단으로 접근하다 검거된 개인들이 흘린 것으로 추정된다. 4chan에서 총 10묶음으로 구성된 데이터가 유출됐으며 내용은 비디오 게임 및 콘솔의 소드 코드부터 내부 문서 및 개발도구까지 다양하다. 2018년 소량유출에선 1997년 닌텐도 스페이스 월드에서 전시했던 《포켓몬스터 금·은》 체험판이 발견되기도 했다. 이 사건을 통해 공개된 기업 내부자료의 방대한 규모와 범위는 전례없는 수준으로, 비디오 게임 저널리즘이 해당 사건을 다루며 앞으로의 비디오 게임 보존 활동, 에뮬레이션, 법적 문제 등 다양한 방면에서 검토하며 보도했다. 2022년 6월, 닌텐도는 유출을 공식적으로 인정하며 사내보안강도를 높이겠다고 발표했다.

## 자료

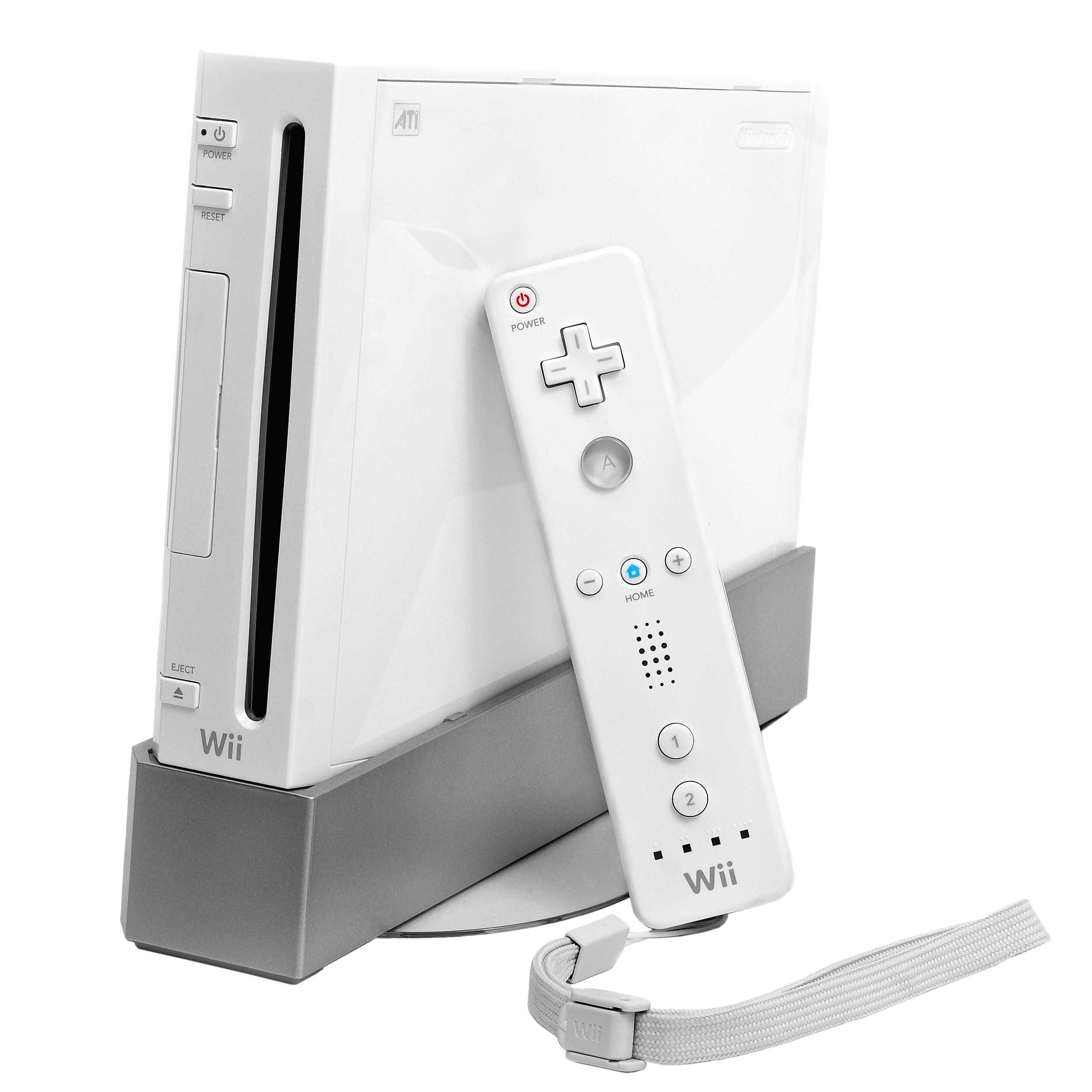
유출자료에는 Wii(사진)같은 닌텐도 게임기 관련 소스 코드가 포함됐다.

유출된 자료의 총용량은 2테라바이트로 추정된다. 2020년 5월 4일 기준으로 인터넷에 게시된 자료의 용량은 3기가바이트에 불과하다. 자료 생성일자는 1980년대 말까지 거슬러 올라간다. 유출자료에는 다음이 포함됐다.
- 닌텐도 64, 게임큐브와 Wii 콘솔에 관련된 소드 코드.[2]
- 게임보이 컬러 부트 ROM과 게임보이 어드밴스 BIOS의 개발 리포지터리.[5]
- 닌텐도 64 기기성능을 점검한 테크 데모.[3]
- 취소된 게임보이 어드밴스 주변기기 '넷카드'의 개발 리포지터리.[5]
- 《포켓몬스터》 비디오 게임들의 디버그 도구, 프로토타입 및 초기 디자인. 최초 게임보이 게임들까지 거슬러올라감.[6][7]
- iQue가 제안했던 《포켓몬스터 파이어레드·리프그린》 기반 대규모 다중 사용자 온라인 게임에 대한 도안.[8]
- 공식 게임보이 에뮬레이터.
- 닌텐도 DS 에뮬레이터 'Ensata'의 개발 리포지터리.[5]
- 슈퍼 패미컴 및 게임보이 게임 다수의 실질 그래픽 데이터.
- 미발매 게임들. 플랫폼은 패밀리 컴퓨터, 패미컴 디스크 시스템, 게임보이 및 게임보이 컬러.

## 같이 보기
- 포켓몬스터 금·은
- 윈도우 XP
- 윈도우 서버 2003